# Мария Леопольдина Австрийская-Эсте
Мария Леопольдина Австрийская-Эсте (10 декабря 1776[…], Милан — 23 июня 1848, Вассербург-на-Инне, Верхняя Бавария) — австрийская эрцгерцогиня, вторая супруга курфюрста Баварии Карла IV Теодора. Наследная принцесса дома Австрийских-Эсте (по прямой женской ветви) так как её мать Мария Беатриче д’Эсте, была последней представительницей дома д’Эсте, отцом её матери, был Эрколе III Ринальдо д’Эсте, герцог Модены и Реджо, а матерью — Мария Тереза Чибо-Маласпина, герцогиня Массы и Каррары (родовыми титулами этой ветви были герцог Мирандола, Герцог Масса и князь Каррара у Франческо IV д’Эсте (Фамилия Эсте означает, легитимность и преемственность титула этой ветви (с действующей формой престолонаследия — австрийской или «полусалической»: женщины допускаются к наследованию лишь по совершенном прекращении всех потомков мужского пола данной династии (Австрия, Российская империя, Греция, Бавария).

## Биография
Мария Леопольдина была второй по старшинству дочерью эрцгерцога Фердинанда Австрийского-Эсте (сына Марии Терезии Австрийской и губернатора Италии) и его жены, принцессы Марии Беатриче д’Эсте, герцогини Массы и Каррары, леди Луниджана.
В августе 1795 года Мария Леопольдина была вынуждена выйти замуж за Карла Теодора, курфюрста Баварии, который был на 52 года ей старше. Брак был заключён в надежде на рождение сына и наследника на старшей линии дома Виттельсбахов, но Мария Леопольдина отказалась от исполнения супружеского долга со своим мужем. Вместо этого она начала принимать любовников, среди которых был Максимилиан фон Пфальц-Цвайбрюккен и Максимилиан фон Монжела. Она всячески пренебрегала супругом перед всем баварским двором. Она решила заключить союз с домом Пфальца-Цвайбрюккена в противовес союзу, который её муж создал с её собственным домом Габсбургов.
Когда её муж умер в 1799 году, она помогла его наследнику Максимилиану фон Пфальца-Цвайбрюккену со вступлением в наследство и удалилась в замок Берг на озере Штарнбергер, где вскоре стала известна распутным образом жизни. Она забеременела и на некоторое время была сослана в Лайбах. Позже она стала очень богатой женщиной благодаря управлению своей баварской усадьбой в Степперге.
14 ноября 1804 года в Мюнхене Мария Леопольдина вышла замуж за графа Людвига Арко. У них было трое детей:
- Граф Алоиз Николаус Амброс фон Арко (6 декабря 1808 — 10 сентября 1891), женат на маркизе Ирене Паллавичини, брак бездетный, а затем на Паулине Освальд, одна дочь.
- Граф Максимилиан Иосиф Бернхард фон Арко-Циннеберг (13 декабря 1811 — 13 ноября 1885)
- Графиня Каролина фон Арко (26 декабря 1814 — 18 января 1815)

В 1848 году Мария Леопольдина ехала из Мюнхена в Вену. Её карета перевернулась возле Вассербург-ам-Инна, и графиня фон Арко погибла. Она оставила своим сыновьям огромное состояние 15 миллионов флоринов.